# 短尾翠蜂鸟
短尾翠蜂鸟（学名：Chlorostilbon poortmani）是雨燕目蜂鸟科的一种鸟类。
短尾翠蜂鸟体重约3.3克，翼长约41.2毫米，嘴峰长约16.9毫米，喙宽度约1.5毫米，喙厚度约1.3毫米，跗蹠长约4.1毫米，尾长约22.2毫米。短尾翠蜂鸟是部分迁徙的鸟类，其栖息在半开放的高大树木组成的森林中，食性为草食性，主要食物来源是植物的花蜜。

## 亚种
- ：分布于哥伦比亚的安第斯山脉地区。
- ：分布于哥伦比亚安第斯山脉的东坡和委内瑞拉西北部。[4]